# Động đất Vân Nam 2009
Động đất Vân Nam 2009 (tiếng Trung: 2009年姚安地震) là trận động đất xảy ra vào lúc 19:19:17 (CST), ngày 9 tháng 7 năm 2009. Trận động đất có cường độ 5.7 richter, tâm chấn độ sâu khoảng 10 km. Hậu quả trận động đất đã làm 1 người chết, 336 người bị thương.